# Leeds Road

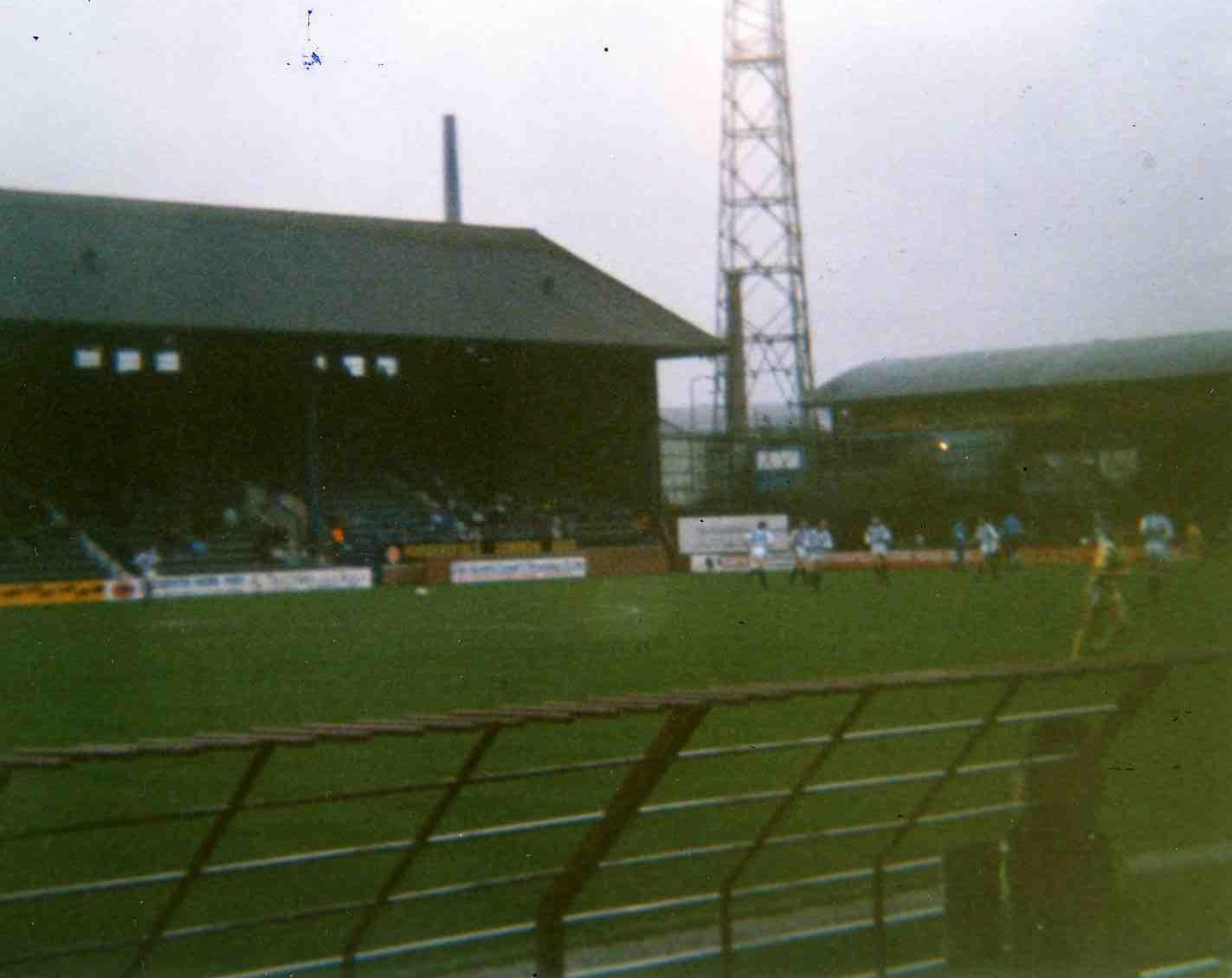
Vista del antiguo estadio

El Leeds Road fue un estadio de fútbol ubicado en Huddersfield, Inglaterra. Desde su construcción, en el año 1908, hasta la apertura del Alfred McAlpine Stadium en el año 1994, fue el estadio del Huddersfield Town F.C.. También en este estadio hizo de local el equipo de Rugby League local, Huddersfield Giants, de 1992 a 1994.